# Галазий, Григорий Иванович
Григо́рий Ива́нович Гала́зий (5 марта 1922, деревня Мечибиловка, Харьковская губерния — 23 июля 2000, Иркутск) — советский и российский учёный-биолог, академик РАН (1992).

## Биография
В 1938 году поступил на биологический факультет Днепропетровского госуниверситета, в 1942 году окончил Иркутский государственный университет, специализировался по ботанике. Затем до 1948 года работал на Иркутском заводе тяжёлого машиностроения имени В. В. Куйбышева. В 1949—1952 годах — аспирант БИН АН СССР, защитил кандидатскую диссертацию «Вертикальный предел растительности в горах Восточной Сибири и его динамика».
С 1952 по 1954 год работал младшим научным сотрудником в Отделе биологии Восточно-Сибирского филиала АН СССР. Директор Байкальской лимнологической станции АН СССР (1954—1961), Лимнологического института Сибирского отделения АН СССР (1961—1987). Защитил докторскую диссертацию «Динамика роста древесных растений на Байкале и в горах Восточной Сибири, как основа для реконструкции климата, уровня воды, рельефа и берегов озера в последниковое время» (1968). 24 ноября 1970 года был избран членом-корреспондентом Академии наук СССР по специальности «биология». В 1987—1995 годах — директор Байкальского экологического музея. 11 июня 1992 года был избран академиком РАН по специальности «экология».
В 1995—1999 годах был депутатом Государственной Думы (старейший депутат II созыва). Принимал участие в составлении закона «Об охране озера Байкал», принятого в 1999.
Один из 500 учёных — борцов за экологию, которые получили медаль ООН. Почётный гражданин Иркутска (1996).

## Научные достижения
Автор более 400 научно-популярных работ. Один из авторов Генеральной схемы комплексного использования природных ресурсов озера Байкал и его бассейна. Предложил принцип разработки экологических правил охраны и рационального использования природных ресурсов водоёмов. Разработал новый метод оценки масштабов колебаний уровня воды в водоёмах, изменения климата и экологических условий в прошлом, при помощи которого были выявлены закономерности изменения уровня озера Байкал.
В 1995 году его избрали членом Комитета Всемирном съезде лимнологов в Бразилии.

## Награды
- Орден «Знак Почёта» (1975)[4];
- Орден Трудового Красного Знамени (1982)[4];
- Медаль Гумбольдта (1995)[1];
- Почётный гражданин Иркутска (1996)[4];
- Орден «За заслуги перед Отечеством» III степени (1997)[4];
- Медаль ООН[1];